# 扉をあけて (曲)
『扉をあけて』（とびらをあけて）は、1999年4月21日にリリースされたANZAのシングル。発売元・販売元はビクターエンタテインメント

## 概要
NHK衛星第2テレビ（後にNHK教育テレビ）で放送されたテレビアニメ『カードキャプターさくら』の第2期オープニング主題歌。
前オープニング主題歌と同様、広瀬香美により楽曲が提供されている。

## 収録曲
1. 扉をあけて
作詞：きくこ 作曲：広瀬香美 編曲：亀田誠治
  - NHKテレビアニメ『カードキャプターさくら』の第2期オープニングテーマ
  - アニメ第43話では、ANZA演じるキャラクターがこの曲を口ずさんでいる。
  - 第46話（クロウカード編最終回）ではエンディングテーマとしても使われ、2番が使用された。
  - TVサイズでは曲の始まり方が大幅に変更されている。
2. 見えない地図
作詞：ANZA、有里泉美 作曲：有山聡
  - NHKテレビアニメ『カードキャプターさくら』68話挿入歌
3. 扉をあけて（オリジナル カラオケ）
4. 見えない地図（オリジナル カラオケ）